# أوقستي فنسنت
أوقستي فنسنت هو محامي وسياسي كندي، ولد في 27 يونيو 1915 في لورانفيل في كندا، وتوفي في 22 أكتوبر 1998 في مونتريال في كندا. حزبياً، نشط في الحزب الليبرالي الكندي. وقد انتخب عضو مجلس العموم الكندي.